# Nigel Walker (Kriminologe)
Nigel David Walker CBE (* 6. August 1917 in Tientsin; † 13. September 2014 in Edinburgh) war ein britischer Kriminologe.

## Leben
Nigel Walker wurde 1917 in Tientsin als Sohn von David Walker, eines britischen Vizekonsuls, und dessen Frau Violet (geborene Johnson) geboren. Er besuchte eine örtliche Schule und später die Edinburgh Academy. Danach studierte er am College Christ Church der University of Oxford Philosophie und Altertumswissenschaft. Diese Kombination kam daher zustande, da sein ursprünglicher Wunsch Philosophie und Psychologie zu studieren nicht möglich war, da das Lehrangebot für Psychologie nur für ein Postgraduales Studium verfügbar war.
Im Zuge des Zweiten Weltkrieges dient er von 1940 bis 1946 bei den Queen’s Own Cameron Highlanders und den Lovat Scouts. Anschließend arbeitete er von 1946 bis 1961 im Staatsdienst, nämlich im Scottish Office. Zuletzt war er dort in der Abteilung für Strafjustiz. Neben seiner beruflichen Tätigkeit vertiefte er seine Kenntnisse in Psychologie, was 1954 in einem Ph.D. gipfelte. Das Thema seiner Dissertation war das freudsche Konzept des Unbewussten. 1957 veröffentlichte er das Buch A Short History of Psychotherapy, zu Entwicklungen in der Anwendung der Psychoanalyse.
1958 gewann Walker ein einjähriges Stipendium für Staatsbedienstete am Nuffield College der University of Oxford. Seine hierbei erzielten Forschungsergebnisse wurden 1961 als Morale in the Civil Service veröffentlicht. Als bald darauf Max Grünhut, der erste Reader in Kriminologie an der University of Oxford in den Ruhestand ging, bewarb sich Walker um dessen Nachfolge. Obgleich er noch keine Erfahrung in Kriminologie hatte, erarbeitete er sich im Laufe der nächsten Jahre einen exzellenten Ruf. Sein 1965 erschienenes Lehrbuch Crime and Punishment in Britain wurde ein Standardwerk. Später erhielt er einen Doctor of Letters für sein Buch Crime and Insanity in England.
Als 1973 Sir Leon Radzinowicz, der zu diesem Zeitpunkt den ersten gänzlich etablierten Lehrstuhl für Kriminologie im Vereinigten Königreich innehatte, emeritierte, wurde Walker zu dessen Nachfolger berufen und lehrte nun, nachdem er von 1961 bis 1973 Reader an der University of Oxford gewesen war, von 1973 bis 1984 als Professor an der University of Cambridge. Gleichzeitig wurde er Fellow des King’s College sowie Direktor des Institute of Criminology.
1979 wurde er zum Commander des Order of the British Empire ernannt. 2003 veröffentlichte er seine Autobiografie A Man Without Loyalties. Walker war von 1939 bis zu deren Tod 2007 mit Sheila Johnston verheiratet. Aus der Ehe ging eine Tochter hervor.

## Veröffentlichungen (Auswahl)
- A Short History of Psychotherapy (1957)
- Morale in the Civil Service (1961)
- Crime and Punishment in Britain (1965)
- Crime and Insanity in England, Band 1 (1968)
- mit Sarah McCabe: Crime and Insanity in England, Band 2 (1973)
- Why Punish? (1991)
- Sentencing (1985)
  - mit Nicola Padfield: Sentencing (1996, überarbeitete 2. Edition)
- Aggravation, Mitigation and Mercy in English Criminal Justice (1999)
- A Man Without Loyalties (2003)